# 草彅やすともの うさぎとかめ
『草彅やすともの うさぎとかめ』（くさなぎやすとものうさぎとかめ）は、読売テレビで2022年（令和4年）5月15日から毎週日曜 12:35 - 13:30に放送されているバラエティ番組である。

## 概要
2021年10月に4回の特番を放送したあと（特番での番組タイトルは『草彅やすともの うさぎvsかめ』）、2022年5月15日よりレギュラー放送を開始。
アパートの一室に見立てたセットで、草彅剛と海原やすよ ともこの3人が様々なトークを繰り広げる。
そして、VTRでゲスト2組による、番組側が提示したテーマによる対決が行われる。イソップ寓話などに登場する「ウサギとカメ」に例えて、片方のゲストは僅か1時間のみ専門家のアドバイスを受け特訓し（うさぎ）、そしてもう片方のゲストはネットなどの情報を頼りに（専門家などのアドバイスは一切なし。情報の真偽はゲスト自身が判断）1週間かけて特訓する（かめ）。最後は、ゲストの出来栄えを見て、どちらが上達したかを判定する。内容は、料理対決が多い。

## 出演者
- 草彅剛
- 海原やすよ ともこ

## ネット局
| 放送対象地域 | 放送局            | 系列           | 放送日時           | 放送開始日      | ネット状況 | 備考     |
| ------------ | ----------------- | -------------- | ------------------ | --------------- | ---------- | -------- |
| 近畿広域圏   | 読売テレビ（ytv） | 日本テレビ系列 | 日曜 12:35 - 13:30 | 2022年5月15日 - | 制作局     | 制作局   |
| 中京広域圏   | 中京テレビ（CTV） | 日本テレビ系列 | 日曜 12:35 - 13:30 | 2023年8月13日 - | 同時ネット | [ 注 1 ] |
| 石川県       | テレビ金沢（KTK） | 日本テレビ系列 | 日曜 15:00 - 15:55 | 2024年4月21日 - | 遅れネット | [ 注 2 ] |
| 沖縄県       | 沖縄テレビ（OTV） | フジテレビ系列 | 木曜 13:50 - 14:47 | 2025年3月24日 - | 遅れネット |          |

- 2024年3月3日の35分の短縮版では通常は遅れネットの広島テレビに加え、非ネットの長崎国際テレビ（NIB）、熊本県民テレビ（kkt）も同時ネットを行った。

### 過去のネット局
- 広島テレビ（HTV）- 2023年9月30日 - 2024年9月21日に放送。[注 3][注 4]

## スタッフ
2025年7月20日時点
- ディレクター：秀島光樹（ロボッツ）、須増宝代（パワーステーション）、吉澤順（ブリッジ、以前はディレクター/FD►一時離脱►復帰）、東上床直樹（TOCO102、以前はディレクター/FD）【週替り】
- ディレクター/FD：石川彬（ytv Nextry）、谷村洋平（ロボッツ）、川畑智史（フリー）、堀越丈司、増田健介（ytv Nextry）、髙橋優佳里（ytv）【回によって異なる、週替り】
- ディレクター/制作スタッフ：岡本真歩、坂田大知、中井志緒里、横尾菜奈、古井林太郎（ytv）【回によって異なる、週替り】
- FD：岸本至生（ytv）【週替り】
- 構成：友光哲也、田中亮治
- 制作スタッフ：河辺美千瑠、土橋柊斗、三島綾乃、本田厚仁【週替り】
- TD/SW：大矢晃平・坂口裕一（ytv、大矢→以前はCAM►一時離脱►復帰►SW）、松本学（ytv Nextry、回によってSWのみ）【週替り】
- TD：池見憲一（ytv、一時離脱►復帰►VE）【週替り】
- TD/SWorCAM：野口忠繁（ytv、回によってSWのみ）【週替り】
- TDorCAM：坂口拓磨（ytv、回によってCAMのみ）【週替り】
- TDorLDorVE：窪内誠（ytv、窪内→以前はLD）【回によって異なる、週替り】
- SW：浦上茂樹（ytv）、横田浩一【週替り】
- CAM：土肥俊之、筒井周太、出口雅樹（出口→一時離脱►復帰）、米沢和樹、田向裕一郎【週替り】
- LD：鷲津繋比古
- VE：菊地健・矢野鼓子・古門優弥（共にytv、菊地→一時離脱►復帰）、上田好一（関西東通）、松下英雄(男)、綾井星太【週替り】
- MIX：小川要輔、小野木晋・藤本博樹（ytv）、畑仲豊萌【週替り】
- EED：有賀聡・間宮英輔・越田ヤスヲ・平池武志・谷和彦（共にytv Nextry）、笹岡真丈（ytv）、岡本怜之、森保【週替り】
- EEDOrテロップ：長谷川功一【回によって異なる、週替り】
- テロップ：阪本蒔里亜、杉村萌子、西原里奈、大野卓、東木優香、鎌田あゆみ、竹添華乃、石津祥【週替り】
- 音効：副島圭祐（ytv Nextry）
- MA：古庄陽・寺本卓矢（共にytv Nextry）【週替り】
- 美術：山本真平（ytv）
- 美術進行：加賀谷寿雄（高津商会、以前は週替り→毎週→週替り）
- 大道具：宮崎友紀
- 小道具：石川未渉（2023年9月10日-）
- 宣伝：森脇征大（ytv、2024年7月28日-）
- 編成：奥嶋駿介（ytv、2024年7月28日-、以前もCAM、回によってCAMのみ→TD/CAM）
- 協力：高津商会、つむら工芸、丸善、東京衣裳、Idea Remix Club、adec、ハートス、苔・なっこ【毎週】、BerBerJin、UNA、エムズプロ、Tagbot【週替り】
- ナレーション：めがね（株式会社ソニー・ミュージックエンタテインメント所属）
- AP：浅尾栞音
- プロデューサー：溝根正人（Jワークス、2024年6月30日-、以前はディレクター/FD）、坂川綾那（吉本興業、2023年8月6日-）
- 演出/プロデューサー：遠山正悠（ytv、2024年5月まではytv Nextry所属）
- チーフプロデューサー：渡辺暁（ytv、2025年7月20日-）
- 制作協力：NexTry、ロボッツ、よしもとブロードエンタテインメント
- 製作著作：読売テレビ

### 過去のスタッフ
- ディレクター/FD：小野謙馬（ytv Nextry）、粟津陽介（ytv）、樫原淳（ytv、以前は制作スタッフ）【週替り】
- ディレクター/制作スタッフ：坂井日向子（ytv）、端大輝（共に以前は制作スタッフのみ）【回によって異なる、週替り】
- FD：小池洋平（ytv）【週替り】
- 制作スタッフ：中野彩音（以前はFD兼務）、久木元文香（ytv Nextry）【週替り】
- TD/SW：加藤裕視(規)（関西東通、以前はTD/SW/CAM）【週替り】
- TD/SW/CAM：大橋優（ytv、以前はSW/CAM）【週替り】
- CAM：井ノ口鉱三・藤井義行（共にytv）、石田和也、五十嵐剛【週替り】
- VE：木谷公久・山岡宗馬（ytv）、安部展弘（ytv Nextry）、鈴木淳之、景川慶三【週替り】
- VE/MIX：濵田浩平（ytv Nextry）【回によって異なる、週替り】
- MIX：三村将之・沖田一剛・池永裕一・谷口英雄・四方武範（共にytv、谷口・四方→一時離脱►復帰）、山崎多佳彦・南谷良美（ytv Nextry）【週替り】
- LD：窪田和弘（ytv、一時離脱►復帰）【週替り】
- EED：渋谷良人（ytv Nextry）、中村誠、赤間初雄【週替り】
- テロップ：坂本ゆかり、高尾祐季、坂下美奈、麻田実織【週替り】
- MA：堀内孝太郎（ytv Nextry）【週替り】
- 美術進行：中村裕（美術進行は2022年8月7日-12月・2023年8月、以前は小道具兼務）
- 小道具：齋藤日向子（2022年8月7日-12月）、門地七海（2023年1月-6月4日）、齋藤小春（2023年6月11日-9月3日）【週替り】
- 宣伝：村上顕太（ytv、2023年7月23日-2024年7月21日）
- 編成：川口孝幸（ytv、2023年7月16日まで）、伊藤俊介（ytv、2023年7月23日-2024年7月21日、以前は宣伝）
- プロデューサー：後藤ちあき（吉本興業、2023年7月30日まで）
- チーフプロデューサー：中西英行（ytv、2023年7月2日まで）、新宅淳（ytv、2023年7月9日-2025年7月13日）